# Xylocopa tabaniformis
Xylocopa tabaniformis är en biart som beskrevs av Smith 1854. Xylocopa tabaniformis ingår i släktet snickarbin, och familjen långtungebin.

## Underarter
Arten delas in i följande underarter:
- X. t. androleuca
- X. t. azteca
- X. t. illota
- X. t. melanosoma
- X. t. melanura
- X. t. orpifex
- X. t. pallidiventris
- X. t. parkinsoniae
- X. t. sylvicola
- X. t. tabaniformis

## Bildgalleri

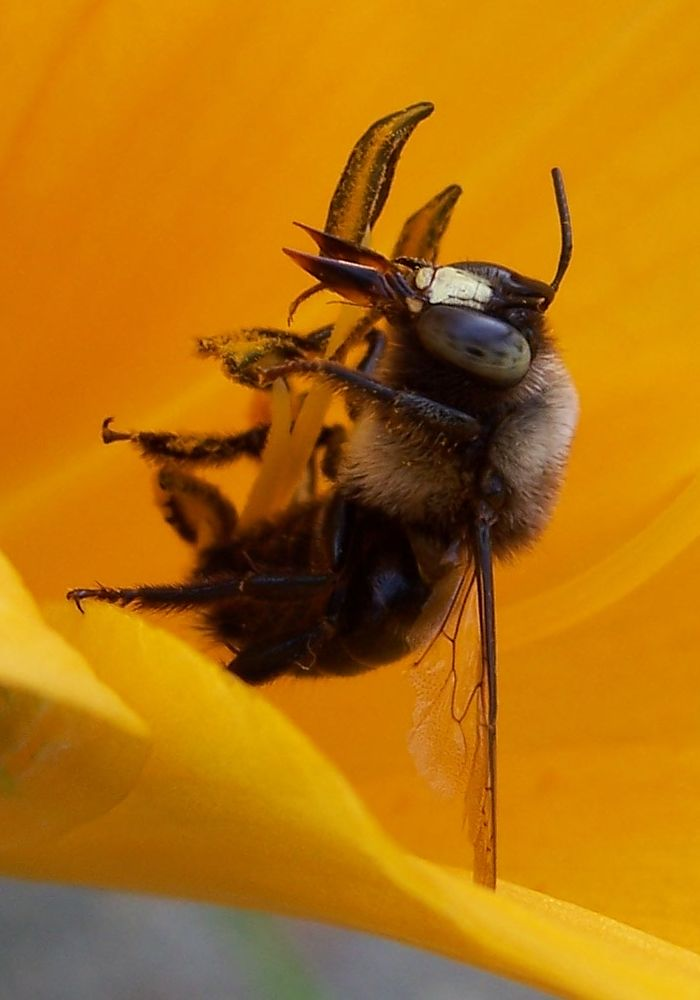
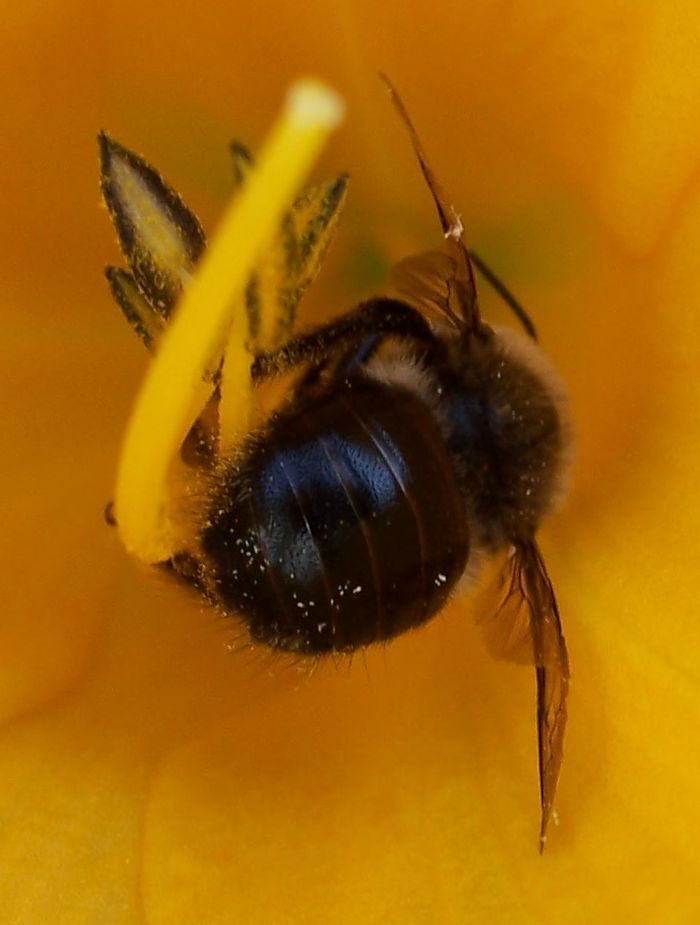
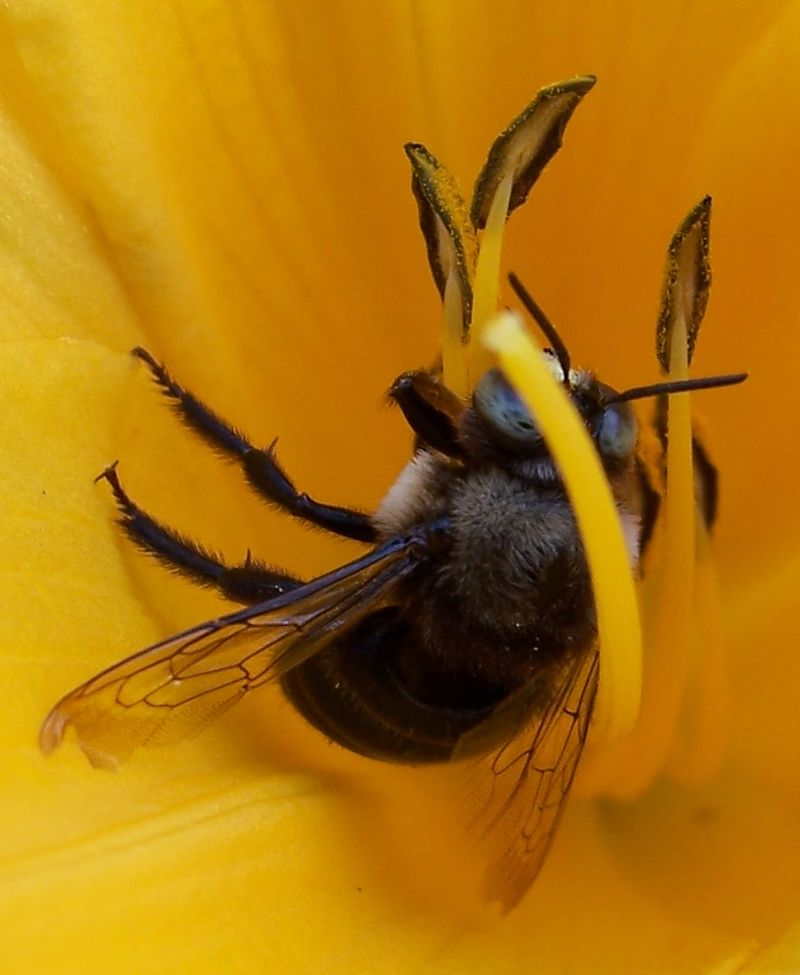
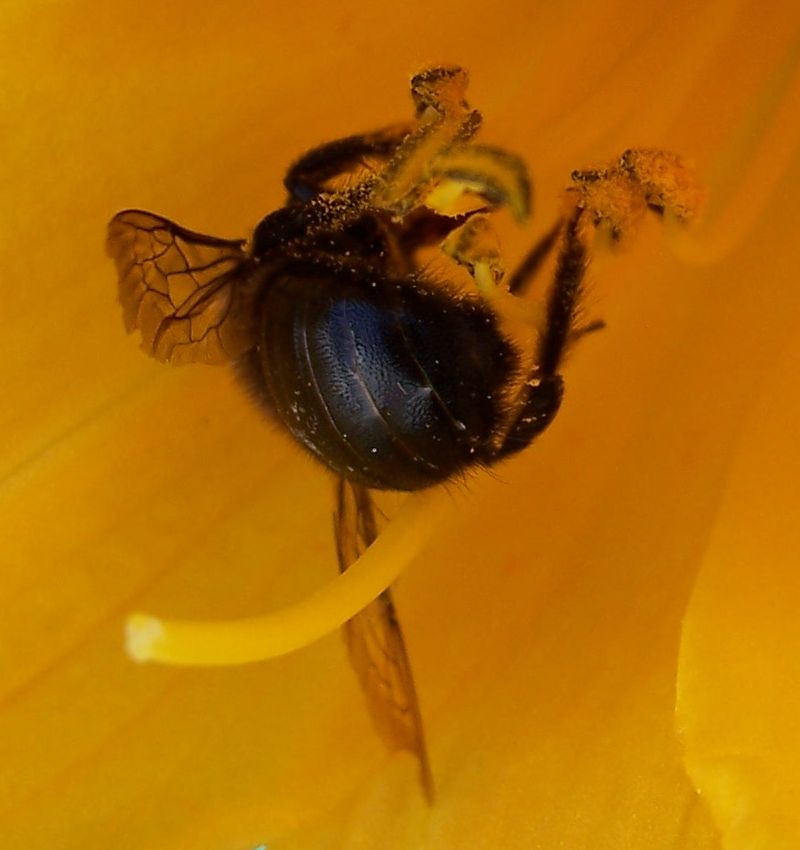
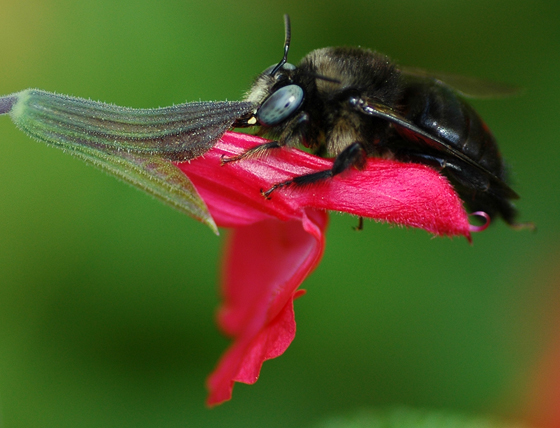
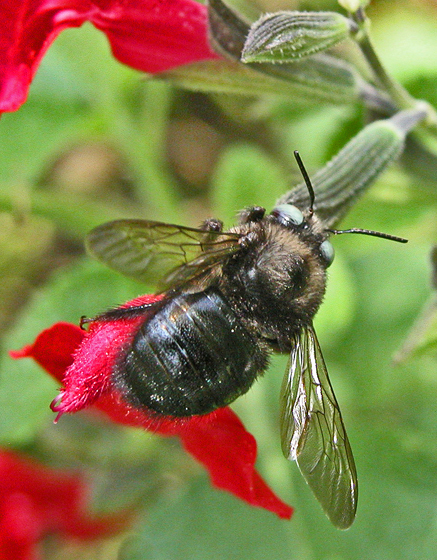